# 多毛類
多毛類（たもうるい）とは、環形動物門多毛綱（学名: Polychaeta）に属する動物の総称であるが、多系統群であることが分かっている（詳細は環形動物を参照）。ゴカイ、イバラカンザシなどが含まれる非常に多様性の高い分類群である。一般にはゴカイ類と呼ばれることが多い。
種数も非常に多く、既知の種だけで約8000種、このほかにも大量に未記載種がいるものと考えられている。釣り餌としてよく知られているように、魚類、甲殻類、鳥類などの重要な餌である。また、底質の環境指標生物としても注目されている。

## 分布
熱帯から寒帯まで、潮間帯から深海にいたる全世界の海に生息し、汽水域にも多い。一部は淡水に生息し、少数の種が湿った土壌中から発見されている。

## 特徴

多毛綱の解剖図

### 外部形態
体は細長く、柔らかい。体は前方より、口前葉 (prostomium)、囲口節 (peristomioum)、多数の体節からなる胴部と、尾節 (pygidium) からなる。このうち口前葉、囲口節と尾節は、発生段階におけるトロコフォア幼生時に対応する部分が形成され、その後に尾節の直前で順次作られる胴部の体節とは起源が異なるため、真の体節ではないと考えられる。
口前葉と囲口節の間の腹側に口が開口し、一般には後端の尾節に肛門がある。口前葉には、感触手 (anntenae)・副感触手 (palps) と呼ばれる突起や眼 (eyes)、頸器官 (nuchal organs)といった感覚器を持つ。定在性のものでは副感触手もしくはその他の部分が発達して、広がった鰓状になり、ガス交換や捕食をおこなうものもある。逆に、感覚器が退化した単純な形態の頭部をもつものもある。
囲口節には疣足 (parapodia) がない。口の形態は様々だが、引き込むことのできる吻 (proboscis) をもつ場合がある。吻には一対もしくは複数対の鋭い顎 (jaws) を持つものもある。
それに続く胴部の体節には一対の疣足を持つが、退化しているものもある。疣足はそれぞれの体節の側面から突出する肉質の付属肢で、爪はないが、剛毛束があり、これが運動に使われる。多くのものではほぼ同様な外見のものが続いているが、定在性のものでは、体が明確に形態の異なる複数の部分にわかれるものも多い。背面は滑らかなものが多いが、ウロコムシ類では鱗に覆われる。
尾節には1本から数本の肛触手 (pygidial cirri) があるが、これを全く持たないものもある。

## 生活形態
一部に終生プランクトン生活をするものもあるが、大部分の種はベントスである。底質の利用方法により以下のように分けられる。
埋在性
泥質、砂質の海底に穴を掘り、普段は底質内部に住む。
表在性
海底や硬い基質の表面か、その直下を自由に徘徊する。
間隙性
砂質の海底の砂の隙間に住むもので、非常に小型のものが多い。また、一般的な多毛類とはかけ離れた外見のものも多い。
浮遊性
水中を浮遊する。遊泳力は弱く、プランクトン生活を行う。
潜孔性
砂岩などの硬い基質に穴をうがち、その中に住む。
固着性
粘液を固めたものや、石灰質を分泌した筒状の棲管をつくり、基質に固着する。
共生もしくは寄生性
ヒトデ、ウニなどの棘皮動物の体表に生息するもの、アナジャコや他の多毛類の棲管に生息するもの、ヤギ類など刺胞動物体表に生息するもの、ウミザリガニ（オマール）やカニ類の鰓室に寄生するもの、別の多毛類の体腔中に寄生するもの等が知られる。

## 生殖と発生
多くは雌雄異体で、体外受精を行うが、体内受精のものや、卵胎生のものも知られる。その際、生殖群泳という行動を示すものが知られる。それらにおいては、普段は底生生活でありながら、生殖の際に多数個体が同時に海中に泳ぎ出て、そこで放卵放精を行うものである。ゴカイ科やシリス科では、成熟の際に剛毛などの形が変わり、遊泳に適した姿となる。
無性生殖を行う種も多く知られ、分裂や出芽などが見られる。
卵割は基本的には螺旋卵割を行い、発生の初期にトロコフォアの形をとる。トロコフォアは複数の繊毛環を持ち、プランクトンとして生活する。繊毛環の間に口、後端に肛門が開く。この形から、後方に体節が追加されるようにして形が長くなり、成体の形に移行する。

## 人間とのかかわり
多毛類のうち、沿岸に生息する小型種の一部は、海釣りのエサとしてポピュラーである。釣り方によってさまざまな種類が用いられる。
長い間ゴカイ類といえば釣り餌としてのみ利用されてきたが、2000年代に入ってからゴカイの血液中のヘモグロビンはヒトのそれと比べ40倍もの酸素運搬能力を有していることが研究によって明らかにされた。これは、ゴカイは水中でのみ呼吸できるのにもかかわらず干潮によって水がなくなった状態の砂浜で8時間以上生存できるということから判明したものである。また、ゴカイのヘモグロビンは哺乳類とは異なり赤血球中に存在しておらず血中にそのまま溶け込んでいるため、ヒトのヘモグロビンとして代替でき、しかも血液型も問わず使用できる。
イソメ目イソメ科のPalola viridisは、「パロロ」（Palolo）と呼ばれ、南太平洋の広い地域において食用とされている。
日本においては、イソメ科のLumbriconereis heteropodaからジチオラン構造を持つネライストキシンが殺虫成分として発見され、これを元にした誘導体カルタップがニカメイガ用の殺虫剤として実用化された。

## 分類

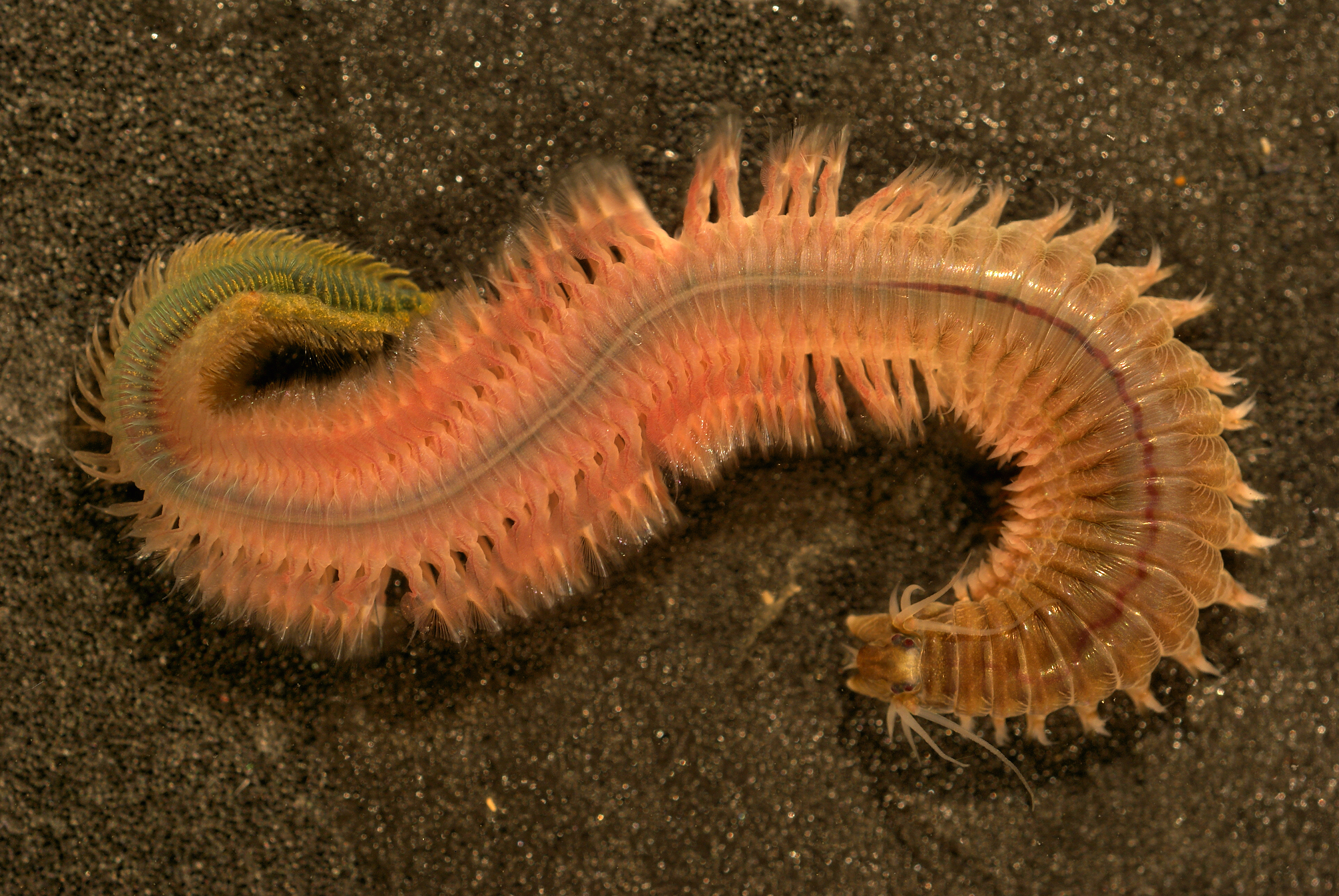
Alitta succinea（ゴカイ科）

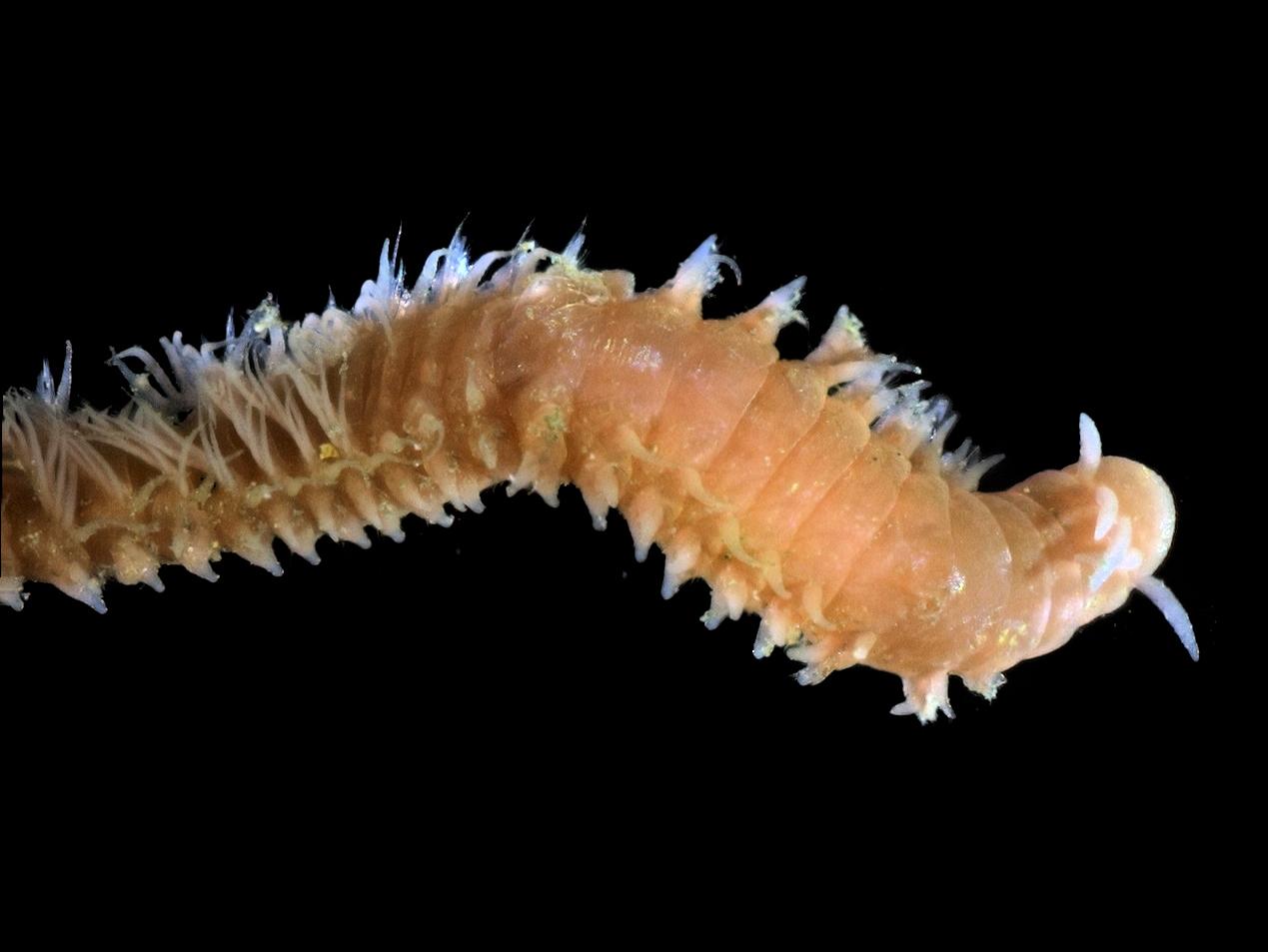
イワムシ Marphysa sanguinea（イソメ科）
イワイソメ、本虫、マムシ、エムシとも呼ばれる

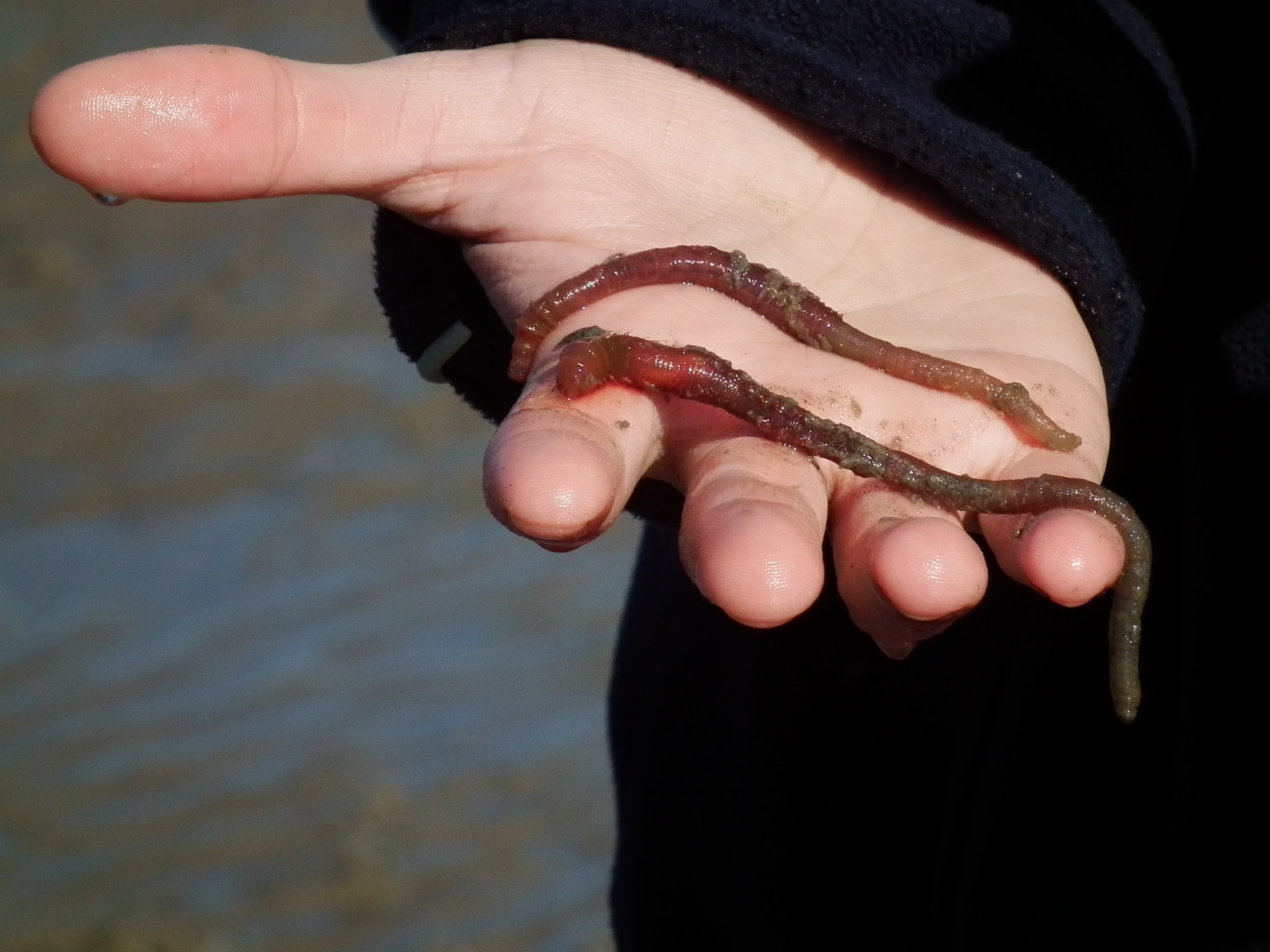
Arenicola marina（タマシキゴカイ科）

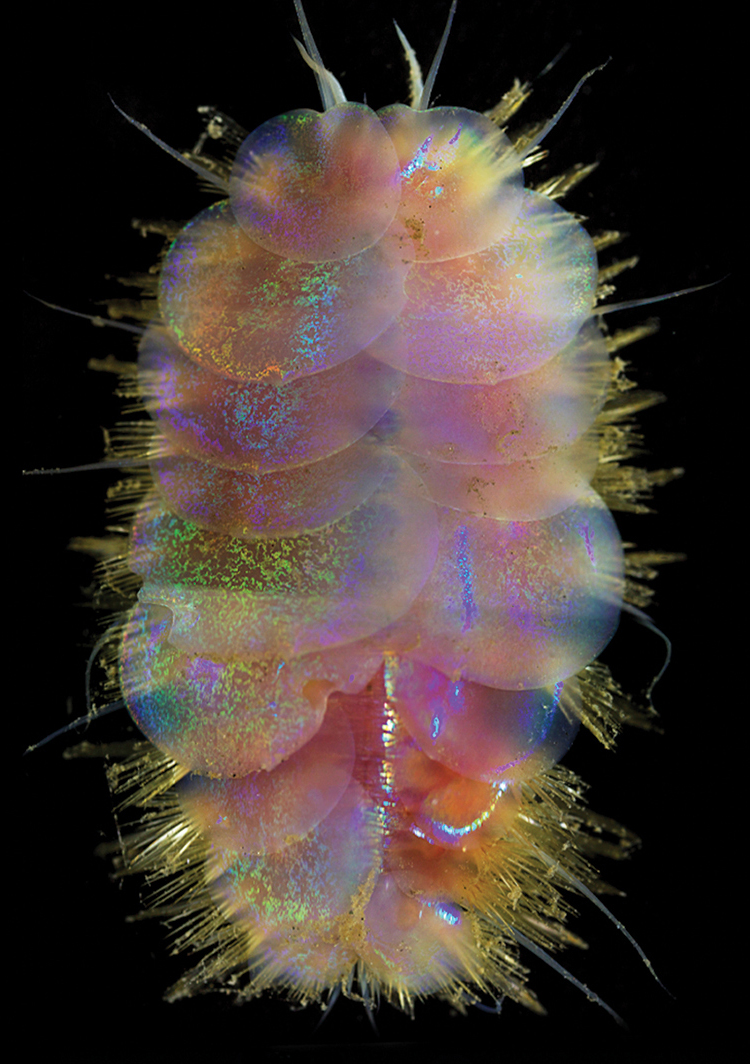
Peinaleopolynoe elvisi（ウロコムシ科）

多毛綱は1960年代ごろまでは、固着性の定在目 Sedentariaと自由生活をする遊在目 Errantiaの2目に分類されていたが、この分類法は従来から人為的な側面が強いと指摘されていた。その後、口器の形状、剛毛や疣足の構造などからScolecida・Canalipalpata・Aciculataの3群に分ける分類が提唱されたが、分子系統解析によってこれらも多系統群であることが分かっている。現在、かつてのSedentaria・Errantiaの2群に分ける分類法に、系統解析により得られたデータによる修正を加えた分類が提案されている。
環形動物門のうち、スイクチムシは独立したスイクチムシ綱とされてきたが、寄生生活によって特殊化が進んだ多毛類であるということがあきらかになり、多毛綱スイクチムシ目とされている。ムカシゴカイ類は原始的特徴を残した環形動物であるとして、原始環虫類とされたこともあるが、むしろ幼形成熟に由来するものと考えられるようになり、これも多毛類に含められた。
このような変遷の結果、多毛綱は環形動物門の基底に位置する側系統群であり、貧毛綱、ヒル綱も多毛綱の内部系統として含まれることが明らかになっている。また、星口動物門・ユムシ動物門・有鬚動物門（ハオリムシを含む）は、以前より多毛類との類縁性が指摘されていたが、初期発生、形質の分岐分類学的解析、EF-1αタンパク質のアミノ酸配列、遺伝子配列、ミトコンドリアの28SrDNAなどの多面的な比較から、従来考えられていた以上に一部の多毛類に近縁であることが判明している。このため、これらの動物を多毛綱に含めることも多い。
以下に下位分類群を示す。
- ツバサゴカイ科 Chaetopteridae
- スイクチムシ目 Myzostomida
  - スイクチムシ科 Myzostomidae
  - Endomyzostomatidae
- ウミケムシ目 Amphinomida
  - ウミケムシ科 Amphinomidae Savigny in Lamarck, 1818
  - ケハダウミケムシ科 Euphrosinidae Williams, 1851
- イソメ目 Eunicida
  - ギボシイソメ科 Lumbrineridae Schmarda, 1861
  - イソメ科 Eunicidae Berthold, 1827
  - ノリコイソメ科 Dorvilleidae Chamberlin, 1919
  - ナナテイソメ科 Onuphidae Kinberg, 1865
  - セグロイソメ科 Oenonidae Kinberg, 1865
  - サカナヤドリゴカイ科 Ichthyotomidae Eisig, 1906
  - ハートマンイソメ科 Hartmaniellidae Imajima, 1977
- サシバゴカイ目 Phyllodocida
  - シロガネゴカイ科 Nephtyidae Grube, 1850
  - ユンドラシア科 Yndolaciidae Støp-Bowitz, 1987
  - Iospilidae Bergström, 1914
  - ヤムシゴカイ科 Typhloscolecidae Uljanin, 1878
  - オヨギゴカイ科 Tomopteridae Grube, 1850
  - コブゴカイ科 Sphaerodoridae Malmgren, 1867
  - ウロコムシ亜目 Aphroditiformia
    - コガネウロコムシ科 Aphroditidae Malmgren, 1867
    - ウロコムシ科 Polynoidea Malmgren, 1867
    - ボウセキウロコムシ科 Acoetidae Kinberg, 1856
    - ニイロウロコムシ科 Eulepethidae Chamberlin, 1919
    - Iphionidae Kinberg, 1856
    - ヒメウロコムシ科 Pholoidae Kinberg, 1858
    - ノラリウロコムシ科 Sigalionidae Malmgren, 1867

  - チロリ亜目 Glyceriformia
    - チロリ科 Glyceridae Grube, 1850
    - ニカイチロリ科 Goniadidae Kinberg, 1866
    - Lacydoniidae Bergström, 1914
    - カギアシゴカイ科 Paralacydoniidae Pettibone, 1963

  - ゴカイ亜目 Nereidiformia
    - シリス科 Syllidae Grube, 1850
    - ゴカイ科 Nereididae Blainville, 1818
    - Antonbruunidae Fauchald, 1977
    - タンザクゴカイ科 Chrysopetalidae Ehlers, 1864
    - オトヒメゴカイ科 Hesionidae Grube, 1850
    - カギゴカイ科 Pilargidae de Saint-Joseph, 1899

  - サシバゴカイ亜目 Phyllodociformia
    - サシバゴカイ科 Phyllodocidae Örsted, 1843
    - ウキゴカイ科 Alciopidae Ehlers, 1864
    - ユメゴカイ科 Lopadorrhynchidae Claparède, 1868
    - Pontodoridae Bergström, 1914
- ケヤリ目 Sabellida
  - チマキゴカイ科 Oweniidae Rioja, 1917
  - Fabriciidae Rioja, 1923
  - カンザシゴカイ科 Serpulidae Rafinesque, 1815：イバラカンザシ
  - ケヤリ科 Sabellidae Latreille, 1825：ケヤリムシ
  - カンムリゴカイ科 Sabellariidae Johnston, 1865
  - シボグリヌム科 Siboglinidae：チューブワーム
- スピオ目 Spionida
  - スピオ科 Spionidae Grube, 1850
  - モロテゴカイ科 Magelonidae Cunningham & Ramage, 1888
  - ツメゴカイ科 Trochochaetidae Pettibone, 1963
  - トックリゴカイ科 Poecilochaetidae Hannerz, 1956
  - ハグルマゴカイ科 Apistobranchidae Mesnil & Caullery, 1898
  - Aberrantidae Wolf, 1987
  - Longosomatidae Hartman, 1944
  - Uncispionidae Green, 1982
- フサゴカイ目 Terebellida
  - ミズヒキゴカイ亜目 Cirratuliformia
    - ミズヒキゴカイ科 Cirratulidae Carus, 1863
    - ハボウキゴカイ科 Flabelligeridae de Saint-Joseph, 1894
    - ウキナガムシ科 Poeobiidae Heath, 1930
    - クシイトゴカイ科 Ctenodrilidae Kennel, 1882
    - クマノアシツキ科 Acrocirridae Banse, 1969：クマノアシツキ
    - ダルマゴカイ科 Sternaspidae Carus, 1863
    - Fauveliopsidae Hartman, 1971

  - フサゴカイ亜目 Terebelliformia
    - フサゴカイ科 Terebellidae Johnston, 1846
    - ウミイサゴムシ科 Pectinariidae Quatrefages, 1866
    - エラゴカイ科 Alvinellidae Desbruyères & Laubier, 1986
    - カザリゴカイ科 Ampharetidae Malmgren, 1866
    - タマグシフサゴカイ科 Trichobranchidae Malmgren, 1866
- Scolecida
  - タマシキゴカイ科 Arenicolidae Johnston, 1835　タマシキゴカイ
  - イトゴカイ科 Capitellidae Grube, 1862
  - ヒトエラゴカイ科 Cossuridae Day, 1963
  - タケフシゴカイ科 Maldanidae Malmgren, 1867
  - オフェリア科 Opheliidae Malmgren, 1867
  - ホコサキゴカイ科 Orbiniidae Hartman, 1942
  - ヒメエラゴカイ科 Paraonidae Cerruti, 1909
  - トノサマゴカイ科 Scalibregmatidae Malmgren, 1867
- incertae sedis
  - Dinophilidae
  - Diurodrilidae Kristensen & Niilonen, 1982
  - エビヤドリゴカイ科 Histriobdellidae Vaillant, 1890
  - Laetmonectidae
  - ホラアナゴカイ科 Nerillidae Levinsen, 1883
  - Parergodrilidae Reisinger, 1925
  - イイジマムカシゴカイ科 Polygordiidae
  - アシナシムカシゴカイ科 Protodrilidae Hatschek, 1888
  - Protodriloididae Purschke & Jouin, 1988
  - ギボシゴカイ科 Psammodrilidae Swedmark, 1952
  - ムカシゴカイ科 Saccocirridae Czerniavsky, 1881
  - ヒレアシゴカイ科 Spintheridae Johnston, 1865